# Hamid Reza Braun

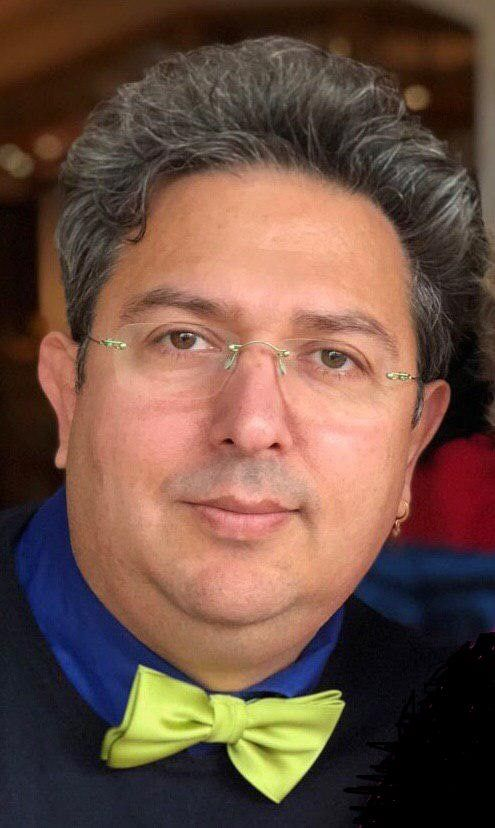
Hamid Reza Braun, 2023

Hamid Reza Braun (geb. Yousefi, * 11. November 1967 in Teheran) ist ein deutsch-iranischer Kulturwissenschaftler, Psychologischer Psychotherapeut und Klinischer Psychoonkologe.

## Leben
1997 nahm Braun an der Universität Trier ein Studium der Philosophie, der Pädagogik und der Psychologie auf, das er 2001 mit dem Magister Artium abschloss. Im selben Jahr erhielt er ein Stipendium nach dem Landesgraduiertenförderungsgesetz Rheinland-Pfalz für seine Dissertation mit dem Titel Der Toleranzbegriff im Denken Gustav Menschings; 2004 wurde er promoviert. 2002 initiierte er die wissenschaftliche Schriftenreihe Bausteine zur Mensching-Forschung, 2004 zudem die wissenschaftliche Schriftenreihe Interkulturelle Bibliothek. Er ist Gründer der internationalen Zeitschrift Jahrbuch Psychotherapie und des Jahrbuch des Denkens. Dank eines Postdoktorandenstipendiums der Fritz-Thyssen-Stiftung konnte er zwischen 2004 und 2005 sein Werk Interkulturelles Denken oder Achse des Bösen: Das Islambild im christlichen Abendland. ausarbeiten. Im Jahre 2010 habilitierte er sich an der Universität Koblenz-Landau mit der Arbeit Interkulturalität und Geschichte. Perspektiven für eine globale Philosophie.
Von 2004 bis 2007 lehrte Braun Kultursoziologie an der Universität Trier, von 2006 bis 2010 sowie im Wintersemester 2014 war er Lehrbeauftragter an der Universität Koblenz-Landau. Von 2008 bis 2016 war er darüber hinaus Lehrbeauftragter der Universität Kaiserslautern. Seit seiner Habilitation ist er dort Privatdozent für Interkulturelle Philosophie und Geschichte der Philosophie. Bis 2014 war er Referent der Forschungsstelle für Interkulturelle Philosophie in Trier. Braun ist Gründungspräsident des Instituts zur Förderung der Interkulturalität. Seit 2016 lehrt er an der Universität Potsdam und seit 2017 an der Universität des Saarlandes.
2017 wurde Braun zum Professor für Interkulturelle Philosophie und Psychologie der Kommunikation ernannt. 2018 erhielt er die Erlaubnis zur Ausübung des Psychologischen Psychotherapeuten mit Schwerpunkt Sucht und Psychoonkologie gemäß der Zertifizierung der Deutschen Krebsgesellschaft. Sein Ansatz ist eine humanbasierte Improvisationsmethode mit einer patientenzentrierten und idiolektischen Gesprächsführung. Mit seinem Vorgehen begegnet Braun depressiven Verstimmungen und Belastungsreaktionen durch eine würdigende Rückmeldung in Anlehnung an den Facharzt für Psychosomatische Medizin Peter Weyland. 2021 gründete Braun die Internationale Zeitschrift für PsychoPraxis, die über Anwendungsfelder und Methoden der kontextuellen Psychotherapie informiert.

## Wissenschaftliche Methode
Braun unterscheidet zwischen vergleichender und interkultureller Philosophie. Letztere soll zwischen Kulturen und Traditionen mit ihren jeweils eigenen Terminologien, Fragestellungen und Lösungsansätzen vermitteln und dazu Methoden aus Hermeneutik, Empirie und Phänomenologie einbeziehen. Braun entwickelt einen offenen Vernunftbegriff, wonach jeder Vernunftansatz gebunden ist an Kontexte, Situationen und Individualität – ein statischer Vernunftbegriff dagegen könne der Komplexität von Situationen, der Singularität von Akteuren und Kontexten nicht Rechnung tragen. In diesem Sinne kritisiert er auch Konzepte von „Toleranz“, die einen Begriff von Kulturen mit konstanten Merkmalen („Kulturessentialismus“) annehmen. Dies führe, entgegen der Toleranzidee, zu Hierarchisierungen und zum Scheitern von Kommunikationen. Dieser Methodenansatz bedingt auch eine Kritik bisheriger Entwürfe philosophischer Historiographie: Außereuropäische Traditionen würden vernachlässigt, eigene Voraussetzungen dadurch verabsolutiert, eine „Reziprozität“ interkultureller philosophischer Kommunikation ausgeschlossen. In einer Monographie von 2006 arbeitet Braun die Grundlagen einer „interkulturellen Religionswissenschaft“ aus, die zwischen philologisch und hermeneutisch ausgerichteten Ansätzen bzw. Traditionslinien vermitteln will. Er entwickelt das Konzept einer gewaltfreien Hermeneutik unter Berücksichtigung von Macht und Interesse, um den Dialog zwischen unterschiedlichen kontextbedingten Formen der Kommunikation auf allen wissenschaftlichen Gebieten zu ermöglichen. Braun „will sich mit verabsolutierenden Denkmustern, die keinen Raum für echte und offene Kommunikation und Versöhnung bieten, nicht abfinden“.

## Kulturtheoretischer Ansatz
In seinem Werk Kampfplätze des Denkens modifiziert er seinen Kultur- und Kommunikationsbegriff. Er weist die These zurück, nach der es einen Kampf der Kulturen gibt und spricht über Denkweisen, Denknutzungen und Denkleistungen, die in jedem kommunikativen Akt unterschiedlich zum Tragen kommen. Daher ist das Feld der Kommunikation seines Erachtens immer ein Kampfplatz der Denkformen, die auch kulturelle oder religiöse Färbungen haben können.
In seinem autobiographischen Abriss Irrenhaus der Freiheit versteht Braun sein Werk als eine Brückenliteratur. Er hebt hervor: „Mit Leib und Seele habe ich versucht, privat und in wissenschaftlicher Hinsicht Brücken zwischen Deutschland und dem Iran zu bauen, obschon ich immer wieder erfahren musste, wie aufreibend und teilweise vergeblich solche Versuche sind.“

## Systemische Diagnose und narrative Therapie
Braun präferiert bei seiner systemischen Suche nach Möglichkeiten der Behandlung eine narrative Therapie. Er geht von einem kollaborativen Therapie-Patienten-Verhältnis aus und setzt sie an die Stelle der Beziehung zwischen einem unwissenden Patienten und einem wissenden Therapeuten. Die Begegnung mit dem Patienten findet bereits im Erstgespräch auf gleicher Augenhöhe statt. Ihr ist das Potential inhärent, durch gemeinsames Reflektieren und Handeln eine größere Wirkung zu erzielen. Die narrative Therapie in diesem systemischen Diagnosezusammenhang gibt den Versuch einer Pathologisierung oder Psychiatrisierung von psychischen Krankheitsbildern und ihrer objektiven Messung auf. Eine Diagnose in dieser Hinsicht ist für Braun reduktiv und mit Informationsverlust auf bestimmte Verhaltensweisen beschränkt. Die narrative Therapie erfolgt im therapeutischen Geschehen zu Gunsten einer Diagnose als Erzählung. Für Braun findet der Mensch als Ganzes, mit bio-psycho-sozialen Faktoren, Berücksichtigung.

## Suchttheoretischer Ansatz
Braun hat einen kulturvergleichenden Ansatz der systemischen Suchttherapie formuliert, in dem er das Wechselverhältnis zwischen Sucht und Selbstachtung, als immanenten Aktivierungsmechanismus des Selbstbewusstseins und Selbstvertrauens, untersucht. Im Rahmen seiner Studie hat er Patienten in Deutschland und im Iran behandelt und interviewt. Mit seinem systemischen Ansatz ist die Feststellung verbunden, dass frühkindliche Schäden, schwerwiegende Grenzsituationen oder sonstige Erschütterungen in unterschiedlichen Lebensstationen die Selbstachtung der Betroffenen verschütten können. Der Verlust der Selbstachtung blockiert die angemessene Entwicklung der Heranwachsenden, die sich oft im Erwachsenenalter zeigt. Eine Folge dieser Verschüttung können Sozialisationsstörungen, abweichendes Verhalten, Phobien, Depressionen und Anpassungsstörungen entstehen oder im Extremfall Suchtverhalten. In der supportiven Begleitung des Patienten bzw. Klienten und einer zielgerichteten Wiedererweckung der Selbstachtung sieht Braun eine Möglichkeit, Ressourcen zu aktivieren und lösungsorientiert zu verfahren.

## Systemische Onkopsychologie
Braun legt der Praxis seiner klinischen Onkopsychologie und Palliativarbeit eine wertschätzende Gesprächsführungstechnik mit würdigender Rückmeldung zugrunde, um  Patientinnen und Patienten seine offene Haltung zu vermitteln. Im Patient-Therapeut-Vertrauen sieht er den systemischen Weg, Stabilität in Bezug auf sich und im Umgang mit anderen zu finden. Er arbeitet nicht mit Diagnosen, sondern betrachtet Vermutungen und Verdachtsmomente eines Krankheitsgefühls als eine Möglichkeit des gemeinsamen Gesprächs, um ein neues Narrativ zur Bewältigung derartiger Gefühle zu finden. Braun lädt bei dieser Narrativsuche durch Mini-Max-Interventionen zur Selbstreflexion ein. Er distanziert sich von vermuteten Diagnosen, die psychische Krankheitsbilder erzeugen und sieht im systemischen Gespräch eine Möglichkeit der Modifikation solcher Krankheitsbilder, die in der Regel durch Vermutungen von Eltern entstehen.

## Auszeichnungen
- 2016: Förderpreis der Stiftung Omnis Religio
- 2020: Verleihung der Ehrendoktorwürde für Psychologie
- 2021: Honorary Degree from Coaching Lectureship der NLP & Coaching Association

## Werke (Auswahl)
- Hrsg. mit K. Fischer, Der Irrtum in der Religion, Verlag Traugott Bautz, Nordhausen 2003, ISBN 978-3-88309-119-8.
- Hrsg. mit K. Fischer, Die Idee der Toleranz in der Interkulturellen Philosophie (Bausteine zur Mensching-Forschung Band 3), Verlag Traugott Bautz, Nordhausen 2003, ISBN 978-3-88309-124-2.
- Hrsg.: Ram Adhar Mall – Essays zur interkulturellen Philosophie (Bausteine zur Mensching-Forschung Band 4), Verlag Traugott Bautz, Nordhausen 2003, ISBN 978-3-88309-128-0.
- Hrsg.: Ram Adhar Mall – Essays zur Religionsphilosophie und Religionswissenschaft (Bausteine zur Mensching-Forschung Band 5), Verlag Traugott Bautz, Nordhausen 2004, ISBN 978-3-88309-130-3.
- Hrsg. mit K. Fischer, Interkulturelle Orientierung – Methoden und Konzeptionen (Bausteine zur Mensching-Forschung Band 6/I), Verlag Traugott Bautz, Nordhausen 2004, ISBN 978-3-88309-134-1.
- Hrsg. mit K. Fischer, Interkulturelle Orientierung – Angewandte Interkulturalität (Bausteine zur Mensching-Forschung Band 6/II), Verlag Traugott Bautz, Nordhausen 2004, ISBN 978-3-88309-135-8.
- Der Toleranzbegriff im Denken Gustav Menschings. Eine interkulturelle philosophische Orientierung, (Bausteine zur Mensching-Forschung Band 7), Verlag Traugott Bautz, Nordhausen 2004, ISBN 978-3-88309-146-4
- mit Ram Adhar Mall: Grundpositionen der interkulturellen Philosophie (IKB Band 1), Verlag Traugott Bautz, Nordhausen 2005, ISBN 978-3-88309-160-0.
- Hrsg. mit Ina Braun, Gustav Mensching – Essays zur Toleranz und Wahrheit in den Weltreligionen, (Bausteine zur Mensching-Forschung Band 2), Verlag Traugott Bautz, Nordhausen 2005, ISBN 978-3-88309-299-7.
- Hrsg. mit Ina Braun, Interkulturelles Denken oder Achse des Bösen, (Bausteine zur Mensching-Forschung Band 8), Verlag Traugott Bautz, Nordhausen 2005, ISBN 978-3-88309-140-2.
- Hrsg. mit Heinrich P. Delfosse, ›Wer ist weise? der gute Lehr von jedem annimmt‹ - Festschrift für Michael Albrecht zum 65. Geburtstag, Verlag Traugott Bautz, Nordhausen 2005, ISBN 978-3-88309-296-6.
- Grundlagen der interkulturellen Religionswissenschaft (IKB Band 10), Verlag Traugott Bautz, Nordhausen 2006, ISBN 978-3-88309-165-5.
- Hrsg. mit K. Fischer, Ina Braun, Wege zur Philosophie. Grundlagen der Interkulturalität, Verlag Traugott Bautz, Nordhausen 2006, ISBN 978-3-88309-345-1.
- Hrsg. mit K. Fischer, Ina Braun, Wege zur Kommunikation. Theorie und Praxis interkultureller Toleranz, Verlag Traugott Bautz, Nordhausen 2006, ISBN 978-3-88309-346-8.
- Hrsg. mit K. Fischer, Ina Braun, Wolfgang Gantke, Wege zur Religionswissenschaft. Eine interkulturelle Orientierung, Verlag Traugott Bautz, Nordhausen 2006, ISBN 978-3-88309-375-8.
- Hrsg. mit Ina Braun, Martin Kämpchen – Dialog der Kulturen. Eine interreligiöse Perspektive, Verlag Traugott Bautz, Nordhausen 2006, ISBN 978-3-88309-320-8.
- Hrsg. mit Ina Braun, Martin Kämpchen – Dialog der Kulturen. Eine interreligiöse Perspektive aus Indien, Verlag Traugott Bautz, Nordhausen 2007, ISBN 978-3-88309-416-8.
- Hrsg. mit K. Fischer, Rudolf Lüthe, Peter Gerdsen, Wege zur Wissenschaft. Eine interkulturelle Perspektive, Verlag Traugott Bautz, Nordhausen 2007, ISBN 978-3-88309-397-0.
- Hrsg. mit Ina Braun, Hermann-Josef Scheidgen  Orthafte Ortlosigkeit der Philosophie – Festschrift für Ram Adhar Mall zum 70. Geburtstag, Verlag Traugott Bautz, Nordhausen 2007, ISBN 978-3-88309-379-6.
- Hrsg. mit Sarah Ginsburg, Kultur des Krieges: Amerikanismus – Zionismus – Islamismus , Verlag Traugott Bautz, Nordhausen 2007, ISBN 978-3-88309-401-4.
- Angewandte Toleranz. Gustav Mensching interkulturell gelesen (IKB Band 49), Verlag Traugott Bautz, Nordhausen 2008, ISBN 978-3-88309-447-2.
- Hrsg. mit K. Fischer, Ina Braun, Peter Gerdsen, Wege zu Menschenrechten, Verlag Traugott Bautz, Nordhausen 2008, ISBN 978-3-88309-429-8.
- Hrsg. mit K. Fischer, Regine Kather, Peter Gerdsen, Wege zur Kultur, Verlag Traugott Bautz, Nordhausen 2008, ISBN 978-3-88309-436-6.
- Hrsg. Ina Braun, Hermann-Josef Scheidgen, Interkulturalität – Wozu? – Hamid Reza Yousefi und Peter Gerdsen im Gespräch, Verlag Traugott Bautz, Nordhausen 2008, ISBN 978-3-88309-449-6.
- Hrsg. mit Christiane Dick, Das Wagnis des Neuen – Festschrift für K. Fischer zum 60. Geburtstag, Verlag Traugott Bautz, Nordhausen 2009, ISBN 978-3-88309-507-3.
- Zarathustra – neu entdeckt. Theoretische und praktische Grundlegung einer verkannten Philosophie. Lit Verlag, Münster 2010, ISBN 978-3-643-10576-9.
- Interkulturalität und Geschichte. Perspektiven für eine globale Philosophie. Lau-Verlag, Reinbek 2010, ISBN 978-3-941400-33-7.
- Hrsg. mit K. Fischer, Interkulturalität – Diskussionsfelder eines umfassenden Begriffs, Verlag Traugott Bautz, Nordhausen 2010, ISBN 978-3-88309-577-6.
- Hrsg.: Wissensgesellschaft im Wandel, Verlag Traugott Bautz, Nordhausen 2010, ISBN 978-3-88309-593-6.
- Hrsg. mit K. Fischer, Viele Denkformen – eine Vernunft?, Verlag Traugott Bautz, Nordhausen 2010, ISBN 978-3-88309-567-7.
- Hrsg. mit  Hermann-Josef Scheidgen und Henk Oosterling: Von der Hermeneutik zur Interkulturellen Philosophie. Festschrift für Heinz Kimmerle zum 80. Geburtstag, Verlag Traugott Bautz, Nordhausen 2010, ISBN 978-3-88309-569-1.
- Hrsg. mit Hans Waldenfels und Wolfgang Gantke, Wege zur Religion: Aspekte, Grundprobleme, Ergänzende Perspektiven, Verlag Traugott Bautz, Nordhausen 2010, ISBN 978-3-88309-508-0.
- Hrsg. mit Hermann-Josef Scheidgen, Klaus Fischer und Heinz Kimmerle, Wege zur Geschichte – Konvergenzen – Divergenzen – Interdisziplinäre Dimensionen, Verlag Traugott Bautz, Nordhausen 2010, ISBN 978-3-88309-510-3.
- Hrsg. mit Klaus Fischer und Walter Reese-Schäfer, Wege zur Globalisierung – Theorien – Chancen – Aporien – Praktische Dimensionen, Verlag Traugott Bautz, Nordhausen 2010, ISBN 978-3-88309-518-9.
- Hrsg. mit Heinz Kimmerle, Philosophie und Philosophiegeschichtsschreibung in einer veränderten Welt, Verlag Traugott Bautz, Nordhausen 2011, ISBN 978-3-88309-112-9.
- Hrsg. mit Werner Schüßler u. a.: Karl Jaspers. Grundbegriffe seines Denkens. Reinbek 2011, ISBN 978-3-941400-34-4.
- Interkulturalität. Eine interdisziplinäre Einführung. (mit Ina Braun), Wissenschaftliche Buchgesellschaft, Darmstadt 2011, ISBN 978-3-534-23824-8.
- Dornenfelder. Reinbek 2011, ISBN 978-3-941400-37-5.
- Hrsg.: Peter Gerdsen – Eine Erde ohne Himmel wird zur Hölle, Verlag Traugott Bautz, Nordhausen 2013, ISBN 978-3-88309-811-1.
- Hrsg. mit Harald Seubert: Toleranz im Weltkontext. Geschichte – Erscheinungsformen – Neuere Entwicklungen. Springer, 2013, ISBN 978-3-658-00115-5.
- Hrsg. mit K. Fischer: Verstehen und Verständigung in einer veränderten Welt: Theorie – Probleme – Perspektiven. Springer, 2013, ISBN 978-3-531-19720-3.
- Hrsg. Menschenrechte im Weltkontext. Geschichte – Erscheinungsformen – Neuere Entwicklungen. Springer, 2013, ISBN 978-3-658-01069-0.
- Die Bühnen des Denkens. Neue Horizonte des Philosophierens. Münster 2013, ISBN 978-3-8309-2821-8.
- Interkulturelle Kommunikation. Eine praxisorientierte Einführung. Darmstadt 2013, ISBN 978-3-534-26260-1.
- Hrsg. Demokratie im Islam. Analysen – Theorien – Perspektiven. Münster 2014, ISBN 978-3-8309-3118-8.
- Hrsg. mit Harald Seubert: Ethik im Weltkontext. Geschichten – Erscheinungsformen – Neuere Konzepte. Wiesbaden 2014, ISBN 978-3-658-04896-9.
- Hrsg. mit Philipp Thull: Interreligiöse Toleranz. Von der Notwendigkeit des christlich-islamischen Dialogs. Darmstadt 2014, ISBN 978-3-534-26412-4.
- Grundbegriffe der interkulturellen Kommunikation. Stuttgart 2014, ISBN 978-3-8252-4127-8.
- Hrsg. mit Matthias Langenbahn, Kommunikation in einer veränderten Welt, Verlag Traugott Bautz, Nordhausen 2015, ISBN 978-3-88309-967-5.
- Hrsg.: Peter Gerdsen • Gesammelte Werke Band 1 – Mensch und Wissenschaft – Natur- und ingenieurwissenschaftliche Beiträge, Verlag Traugott Bautz, Nordhausen 2016, ISBN 978-3-95948-056-7.
- Hrsg.: Peter Gerdsen • Gesammelte Werke Band 2 – Mensch und Wissenschaft – Wandel in der Nachrichtentechnik, Verlag Traugott Bautz, Nordhausen 2016, ISBN 978-3-95948-060-4.
- Hrsg.: Peter Gerdsen • Gesammelte Werke Band 3 – Mensch und Wissenschaft – Kommunikationssysteme I, Verlag Traugott Bautz, Nordhausen 2016, ISBN 978-3-95948-044-4.
- Hrsg.: Peter Gerdsen • Gesammelte Werke Band 4 – Mensch und Wissenschaft – Kommunikationssysteme II, Verlag Traugott Bautz, Nordhausen 2016, ISBN 978-3-88309-987-3.
- Hrsg.: Peter Gerdsen • Gesammelte Werke Band 5 – Mensch und Wissenschaft – Digitale Nachrichtenübertragung, Verlag Traugott Bautz, Nordhausen 2016, ISBN 978-3-95948-097-0.
- Hrsg.: Peter Gerdsen • Gesammelte Werke Band 6 – Mensch und Transzendenz – Blockiertes Deutschland, Verlag Traugott Bautz, Nordhausen 2016, ISBN 978-3-95948-161-8.
- Einführung in die islamische Philosophie. Die Geschichte des Denkens von den Anfängen bis zur Gegenwart. Stuttgart 2. Auflage 2016, ISBN 978-3-8252-4082-0.
- Hrsg. mit Ina Braun, Interkulturelles Handbuch der Kulturwissenschaften. Grundlagen und Schlüsselbegriffe, Verlag Traugott Bautz, Nordhausen 2016, ISBN 978-3-88309-988-0.
- Hrsg.: Peter Gerdsen • Gesammelte Werke Band 7 – Mensch und Transzendenz – Natur- und Geisteswissenschaft im Kontext des Interkulturellen, Verlag Traugott Bautz, Nordhausen 2017, ISBN 978-3-95948-162-5.
- Hrsg.: Peter Gerdsen • Gesammelte Werke Band 8 – Mensch und Transzendenz – Eine Erde ohne Himmel wird zur Hölle, Verlag Traugott Bautz, Nordhausen 2017, ISBN 978-3-95948-155-7.
- Hrsg.: Peter Gerdsen • Gesammelte Werke Band 9 – Mensch und Transzendenz – Aufsätze zu Fragen der Zeit aus christlicher Sicht, Verlag Traugott Bautz, Nordhausen 2017, ISBN 978-3-95948-211-0.

Hrsg.: Jahrbuch des Denkens – Was ist Aufklärung?, Verlag Traugott Bautz, Nordhausen 2017, ISBN 978-3-95948-219-6.
- Hrsg.: Paradigmen des Denkens. Festschrift für Harald Seubert zum 50. Geburtstag, Verlag Traugott Bautz, Nordhausen 2017, ISBN 978-3-95948-232-5.
- Hrsg.: Der tragische Märtyrertod des Imam Hussein, überliefert von Abu Michnaf, übersetzt von Heinrich F. Wüstenfeld. Würzburg: Königshausen & Neumann 2017, ISBN 978-3-8260-6243-8.
- Hrsg. mit Ali Radjaie, Jalal ad-Din Rumi. Grundbegriffe seines Denkens, Verlag Traugott Bautz, Nordhausen 2018, ISBN 978-3-95948-355-1.
- Hrsg. mit Mahdi Esfahani und Parvis Falaturi: Die Umdeutung der griechischen Philosophie durch das islamische Denken. Würzburg 2018, ISBN 978-3-8260-5974-2.
- Hrsg. mit Matthias Langenbahn, Anatomie der Islamophobie. Wie ist interreligiöser Dialog möglich? Verlag Traugott Bautz, Nordhausen 2018, ISBN 978-3-95948-324-7.

Hrsg.: Jahrbuch des Denkens – Medien und Bewusstsein, Verlag Traugott Bautz, Nordhausen 2018, ISBN 978-3-95948-334-6.
- Kampfplätze des Denkens. Praxis der interkulturellen Kommunikation. utb-Verlag, München 2., vollständig überarbeitete und erweiterte Auflage 2018, ISBN 978-3-8252-4997-7.
- Was ist Sehnsucht? Eine kleine Begriffsgeschichte. The Turn. Zeitschrift für islamische Philosophie, Theologie und Mystik, 1, 2018, 59–75.
- Psychotherapiewissenschaft im 21. Jahrhundert. Zur Notwendigkeit einer kontextuellen Psychotherapiepraxis. SFU Forschungsbulletin SFU Research Bulletin 7/2, 2019, 33–54.

Hrsg.: Jahrbuch des Denkens – Denken und Sprache, Verlag Traugott Bautz, Nordhausen 2019, ISBN 978-3-95948-414-5.
Hrsg.: Jahrbuch des Denkens – Depressive Gesellschaft, Verlag Traugott Bautz, Nordhausen 2019, ISBN 978-3-95948-450-3.
- Hrsg.: Peter Gerdsen • Gesammelte Werke Band 10 – Mensch und Transzendenz – Aufsätze zu Denkstrukturen und Wissenschaftstheorie, Verlag Traugott Bautz, Nordhausen 2020, ISBN 978-3-95948-473-2.
- Hrsg. mit Harald Seubert, Restriktionen in der Wissenschaft und das Wagnis des Neuen, Verlag Traugott Bautz, Nordhausen 2020, ISBN 978-3-95948-497-8.
- Gewaltfreie Hermeneutik der Identität. Eine Orientierungshilfe für Theorie und Praxis der Psychotherapie. Psychotherapie-Wissenschaft, 10 (1) 2020, 51–59.
- Hermeneutik der Kulturen und ihr Einfluss auf das Unbewusste. SFU Forschungsbulletin SFU Research Bulletin 8/1, 2020, 13–32.
- Psychologie der Kommunikation. dvb forum. Zeitschrift des Deutschen Verbandes für Bildungs- und Berufsberatung e. V.: Zuwanderung – Zukunft im Miteinander 59. Jg. 2020, 4–8.
- Karl Jaspers und die Faktizität der existentiellen Freiheit. In: Jaspers, Karl: „Über Gefahren und Chancen der Freiheit“ und „Das Kollektiv und der Einzelne.“ Zwei Essays, Stuttgart: Reclam 2021, 46–68.
- Hrsg.: Jahrbuch des Denkens – Paradoxien des Feminismus, Verlag Traugott Bautz, Nordhausen 2021, ISBN 978-3-95948-510-4.
- Hrsg. Jahrbuch Psychotherapie – Corona-Pandemie, Verlag Traugott Bautz, Nordhausen 2021, ISBN 978-3 95948 513-5.
- Irrenhaus der Freiheit. Mein Weg zwischen den Kulturen.  Olzog Edition & Lau Verlag, Reinbek bei Hamburg 2021, ISBN 978-3-95768-230-7.
- Hrsg. mit Antonio Messina, Gelenkte Gehirne – Dimensionen und Perspektiven. Verlag Traugott Bautz, Nordhausen 2021, ISBN 978-3-95948-531-9.
- Hrsg.: Jahrbuch des Denkens – Waffen des Säkularismus, Verlag Traugott Bautz, Nordhausen 2022, ISBN 978-3-95948-541-8.
- Hrsg.: Jahrbuch Psychotherapie – NLP – in practice, Verlag Traugott Bautz, Nordhausen 2022, ISBN 978-3-95948-554-8.
- Hrsg. mit Antonio Messina, Denkfallen. Narzissmen der hinterlistigen Vernunft. Verlag Traugott Bautz, Nordhausen 2022, ISBN 978-3-95948-551-7.
- Sucht und Selbstachtung – Eine vergleichende Analyse am Beispiel Iran und Deutschland. 2. Aufl. Verlag Traugott Bautz, Nordhausen 2022, ISBN 978-3-95948-150-2.
- Hrsg.: Jahrbuch des Denkens – Identitätsbrüche, Verlag Traugott Bautz, Nordhausen 2022, ISBN 978-3-95948-568-5.
- Hrsg. Jahrbuch Psychotherapie – Psycho-Onkologie, Verlag Traugott Bautz, Nordhausen 2022, ISBN 978-3-95948-569-2.